# Jura (departement)
 For alternative betydninger, se Jura (flertydig). (Se også artikler, som begynder med Jura)
Jura ( fransk udtale ?) er et fransk departement i regionen Bourgogne-Franche-Comté. Hovedbyen er Lons-le-Saunier, og departementet har 250.857 indbyggere (pr. 1999).
Der er 3 arrondissementer, 17 kantoner og 509 kommuner i Jura.